# Lukași, Velîka Bahacika
Lukași (în ucraineană Лукаші) este un sat în comuna Krotivșciîna din raionul Velîka Bahacika, regiunea Poltava, Ucraina.

## Demografie
Componența lingvistică a localității Lukași
     Ucraineană (100%)
Conform recensământului din 2001, toată populația localității Lukași era vorbitoare de ucraineană (100%).